# Ferrari 212 E Montagna
Ne doit pas être confondu avec Ferrari 212 Export.
Chronologie des modèles
Ferrari 1512 Ferrari 312 PB
La Ferrari 212 E Montagna est une barquette de course unique produite par Ferrari en 1968. Construite sur un châssis de Dino 206 S, elle est équipée d’un moteur flat-12 de 2 litres et 48 soupapes, dérivé du moteur de Formule 1 de la Ferrari 1512 de 1,5 litre. Pilotée par Peter Schetty, elle a dominé le Championnat d’Europe de la montagne 1969, remportant toutes les courses auxquelles elle a participé et établissant de nombreux records de parcours.

## Historique du développement
En 1964, Ferrari développe le moteur Tipo 207, un flat-twelve de 1,5 litre destiné à sa monoplace 1512 de Formule 1. Ce moteur, conçu par Mauro Forghieri, est ensuite modifié par Stefano Jacoponi pour aboutir au moteur Tipo 232 de 2 litres utilisé sur la 212 E. Ce moteur affiche une cylindrée totale de 1990,08 cm³, un alésage et une course de 65 mm × 50 mm (2,56 in × 1,97 in), avec un taux de compression de 11:1. À ses débuts, il développe environ 280 à 290 ch à 11 500 tr/min,,.
Deux exemplaires du moteur Tipo 232 sont fabriqués, le premier étant mis au rebut après les essais initiaux sur banc. Le second est installé dans la « Sport 2000 », une voiture laboratoire basée sur un châssis de Dino 206 S (numéro 020). Ce prototype est testé fin 1967 par Chris Amon à Modène et annoncé comme concurrent potentiel au Championnat d’Europe de la montagne 1968, sans toutefois y participer. Le châssis est par la suite réutilisé (avec un autre moteur V12 Ferrari) pour le concept-car Pininfarina 250 P5, présenté aux salons automobiles de Genève, Los Angeles et Turin en 1968,.
Le châssis Dino 020 et le moteur Tipo 232 sont réunis à la fin de 1968, lorsque la Scuderia Ferrari décide de développer la Sport 2000 en une version compétitive, la 212 E, sous la supervision de Forghieri. Jugée peu fiable pour les courses d'endurance, la voiture est optimisée pour les parcours courts et sinueux du Championnat d'Europe de la montagne.
Peter Schetty, pilote de côte expérimenté et essayeur, est choisi pour tester et piloter la 212 E. Il deviendra plus tard directeur de la Scuderia Ferrari. Après des essais à Modène et sur le circuit de Vallelunga, la 212 E est modifiée par rapport à la configuration de la Sport 2000 : les phares sont retirés, la capacité de carburant est réduite, et la carrosserie en plastique est remodelée pour optimiser l’aérodynamisme et alléger la voiture en vue des courses de côte. Le moteur et le système de refroidissement sont également améliorés. En début de saison 1969, la puissance varie entre 300 to 320 hp (221 to 235 kW), selon le réglage.
La 212 E est équipée de freins à disque arrière, afin de réduire les masses non suspendues. Le poids total est de 500 kg (1 102 lb). Dans sa configuration définitive, la voiture reçoit le numéro de série 0862.
La désignation "212" fait référence au moteur 12 cylindres de 2 litres, tandis que "E Montagna" indique son rôle dans le championnat "Europeo Montagna". Ce nom est proche, mais sans lien direct, avec celui de la Ferrari 212 Export des années 1950.

## Historique en compétition
La Scuderia Ferrari engage la 212 E au Championnat d’Europe de la Montagne 1969, avec Peter Schetty au volant, assisté de l’ingénieur Gianni Marelli et de deux mécaniciens. Engagée dans la catégorie sport, la voiture domine la saison, remportant toutes les épreuves où elle est alignée.
Des ajustements mineurs (rapport de boîte, aérodynamique, réglages de suspension) sont effectués au fil des courses pour adapter la voiture à chaque tracé. Après sept victoires, dont six avec records absolus du parcours, l'équipe se retire de la dernière manche du championnat, déjà assurée du titre. Cette domination s'explique en partie par l'absence de concurrent sérieux : la voiture la plus proche est l’Abarth 2000 pilotée par Arturo Merzario, dotée de 50 chevaux de moins. La performance pure de la 212 E reste néanmoins incontestable, comme en témoigne le record établi par Schetty à la Côte de Cesana-Sestrière, qui restera invaincu pendant 13 ans,.
La voiture ne court pas en 1970, malgré l’intérêt marqué de nombreux pilotes pour l’acheter. Ferrari la vend finalement fin 1970 à Edoardo Lualdi-Gabardi, qui demande au constructeur d’installer une nouvelle carrosserie dessinée par Piero Lardi Ferrari. L’ancienne carrosserie de la 212 E est ensuite montée sur un châssis de Dino 206 S, où elle se trouve encore aujourd’hui.
Lualdi-Gabardi engage la 212 E avec succès dans plusieurs courses de côte en 1971,.

## Importance historique
La Ferrari 212 E Montagna est historiquement significative par ses succès en compétition, son moteur unique, ainsi que l'utilisation de son châssis dans la voiture de salon Pininfarina 250 P5. Mauro Forghieri considérait la 212 E et son moteur Tipo 232 comme une plateforme d'essai et une étape importante dans le développement des 312B de Formule 1 et des 312PB de sport-prototypes des années 1970, qui utilisaient un tout nouveau moteur flat-12 Tipo 001 de 3,0 litres,.
En 2006, la 212 E Montagna a été vendue à un collectionneur privé pour 1 650 000 $ lors de la vente aux enchères de RM Sotheby's à Scottsdale,.